# 15e congresdistrict van Californië

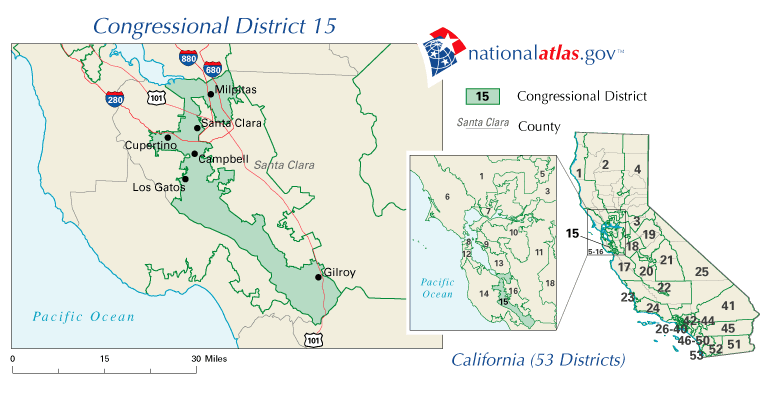
Kaart van het 15e congresdistrict van Californië

Het 15e congresdistrict van Californië, vaak afgekort als CA-15, is een kiesdistrict voor het Amerikaanse Huis van Afgevaardigden. Het district heeft tegenwoordig een lange, smalle vorm en ligt ten westen van de grote stad San Jose. Het omvat een deel van Santa Clara County en wordt geflankeerd door het 14e district in het westen en het 16e in het oosten. Het 15e district is nagenoeg volledig verstedelijkt. Belangrijke plaatsen zijn Campbell, Cupertino, Gilroy, Los Gatos, Milpitas en Santa Clara. Het district omvat delen van het beroemde Silicon Valley. Zo is het grote elektronicabedrijf Apple Inc. in Cupertino gevestigd.
Sinds 2001 vertegenwoordigt de Democraat Mike Honda het 15e district in het Huis van Afgevaardigden. In zijn meest recente herverkiezing won Honda 67,60% van de stemmen.
In de laatste presidentsverkiezingen werd het district door de Democratische kandidaten gewonnen, zoals het geval was in de meeste congresdistricten in de San Francisco Bay Area. John Kerry haalde in de presidentsverkiezingen van 2004 62,9%. Senator Barack Obama overtuigde in de 2008 68,4% van de kiezers. Het district wordt als veilig Democratisch gezien door politieke analisten.